# NGC 3547
NGC 3547 је спирална галаксија у сазвежђу Лав која се налази на NGC листи објеката дубоког неба.
Деклинација објекта је + 10° 43' 15" а ректасцензија 11h 9m 55,9s. Привидна величина (магнитуда) објекта NGC 3547 износи 12,3 а фотографска магнитуда 13,1. Налази се на удаљености од 26,5000 милиона парсека од Сунца. NGC 3547 је још познат и под ознакама UGC 6209, MCG 2-29-7, CGCG 67-19, PGC 33866.